# William Schmidt
William David « Bill » Schmidt (né le 29 décembre 1947 à Muse en Pennsylvanie) est un athlète américain spécialiste du lancer de javelot. Il fait partie de l'émigration allemande aux États-Unis puisque son père arrive aux États-Unis à l'âge de 7 ans. Employé par l'armée de terre des États-Unis, laquelle lui permettait de s'entrainer et d'aller au compétitions, Schmidt mesure 1,83 m pour 100 kg.

## Carrière

### Palmarès
| Date | Compétition           | Lieu   | Résultat | Performance |
| ---- | --------------------- | ------ | -------- | ----------- |
| 1972 | Jeux olympiques d'été | Munich | 3e       | 84,42 m     |
| 1975 | Universiade d'été     | Rome   | 2e       | 80,20 m     |

### Records
| Épreuve           | Performance | Lieu | Date |
| ----------------- | ----------- | ---- | ---- |
| Lancer de javelot | 86,31 m     |      | 1973 |